# World Tour Presented by YouTube Music
World Tour 2019 Presented by YouTube Music foi a segunda turnê promocional do grupo global Now United, promovida pela Pepsi em parceria com o YouTube Music.

## História
A "World Tour" foi anunciada em 19 de setembro de 2019, em parceria com a Pepsi, com apresentações em 7 cidades com sedes do Youtube Space. Durante a turnê, o grupo gravou o videoclipe de "Legends".

## Setlist
As canções apresentadas durante a turnê variavam a ordem de acordo com a cidade, porém, foram apresentadas 9 músicas, sendo elas: "Summer In The City", "What Are We Waiting For", "Who Would Think That Love?", "All Day", "How We Do It", "Beautiful Life", "Afraid of Letting Go", "Paraná" e "Legends".

### Inglaterra e Japão
1. "Afraid of Letting Go
2. "How We Do It"
3. "All Day"
4. "Summer In The City"
5. "What Are We Waiting For"
6. Dance Solo Josh & Hina
7. "Beautiful Life"
8. "Who Would Think That Love?"
9. "Paraná"

### Emirados Árabes Unidos e Estados Unidos
1. "Afraid of Letting Go"
2. "How We Do It"
3. "All Day"
4. "Summer In The City"
5. "What Are We Waiting For"
6. Dance Solo Shivani
7. "Beautiful Life"
8. "Who Would Think That Love?"
9. "Paraná"

### Brasil
1. "Paraná"
2. "Who Would Think That Love?"
3. "Summer In The City"
4. "All Day"
5. "Legends"
6. "Afraid of Letting Go"

## Datas
| Data                   | Cidade         | Estado         | País                   |
| Europa                 | Europa         | Europa         | Europa                 |
| ---------------------- | -------------- | -------------- | ---------------------- |
| 26 de setembro de 2019 | Paris          | Paris          | França                 |
| 27 de setembro de 2019 | Londres        | Londres        | Inglaterra             |
| Ásia                   |                |                |                        |
| 29 de setembro de 2019 | Dubai          | Dubai          | Emirados Árabes Unidos |
| 30 de setembro de 2019 | Dubai          | Dubai          | Emirados Árabes Unidos |
| 1 de outubro de 2019   | Dubai          | Dubai          | Emirados Árabes Unidos |
| 3 de outubro de 2019   | Mumbai         | Maharashtra    | Índia                  |
| 4 de outubro de 2019   | Mumbai         | Maharashtra    | Índia                  |
| 5 de outubro de 2019   | Tóquio         | Tóquio         | Japão                  |
| 6 de outubro de 2019   | Tóquio         | Tóquio         | Japão                  |
| Américas               |                |                |                        |
| 11 de outubro de 2019  | Rio de Janeiro | Rio de Janeiro | Brasil                 |
| 25 de outubro de 2019  | Los Angeles    | Califórnia     | Estados Unidos         |